# Przygoda arabska
Przygoda arabska (ang. Arabian Adventure) – film fantasy produkcji brytyjskiej z 1979 roku.

## Treść
Kalif Alquazar sprawuje bezwzględne rządy w mieście Jadur, posługując się czarną magią. W magicznym Lustrze Księżyca może zobaczyć każde wydarzenie, które ukazuje mu uwięziona w zwierciadle jego własna dusza. W ten sposób jest w stanie udaremnić każdy bunt mieszkańców. Pewnego dnia do pałacu kalifa przybywa z Bagdadu książę Hasan, który pragnie poślubić pasierbicę Alquazara, Zuleirę. Alquazar przyrzeka Hasanowi rękę księżniczki, jeśli ten zdobędzie różę z Elilu - magiczny kwiat dający posiadaczowi moc. Hasan wyrusza na poszukiwanie. Towarzyszy mu Khasim, szpieg kalifa. W tym samym czasie ubogi chłopiec Majeed ofiarowuje spotkanej żebraczce swoje jedyne pożywienie: brzoskwinię. Wówczas pestka owocu zamienia się w ogromny szafir, a żebraczka w piękną kobietę - dobrego dżina Vahishtę, zaklętą w szafirze. Wkrótce Majeed spotyka Hasana i Khasima.

## Obsada
- Christopher Lee - Alquazar
- Oliver Tobias - książę Hasan
- Milo O’Shea - Khasim
- Emma Samms - księżniczka Zuleira
- Puneet Sira - Majeed
- Peter Cushing - Wazir Al Wuzara
- Capucine - Vahishta
- Mickey Rooney - Daad El Shur
- John Wyman - Bahloul
- John Ratzenberger - Achmed
- Shane Rimmer - Abu
- Hal Galili - Asaf
- Art Malik - Mamhoud
- Suzanne Danielle - tancerka